# Gunnar Andersen (1890-1968)
Gunnar Andersen (Drøbak, 18 marzo 1890 – Oslo, 25 aprile 1968) è stato un saltatore con gli sci e calciatore norvegese, di ruolo centrocampista.

## Carriera

### Calcio

#### Club
Andersen giocò l'intera carriera per il Lyn Oslo. Fu una delle prime stelle del calcio norvegese.

#### Nazionale
Giocò 46 incontri per la Norvegia. Esordì il 17 settembre 1911, quando fu titolare nella sconfitta per 4-1 contro la Svezia, a Stoccolma. Partecipò ai Giochi della V Olimpiade e della VII Olimpiade, con la sua Nazionale.

### Salto con gli sci
Fu anche un eccellente saltatore con gli sci. Nel 1912, sul trampolino Gustadbakken di Geithus, stabilì il record mondiale della disciplina, con un salto di 47 metri. Fu il primo atleta a vincere lo Egebergs Ærespris, premio norvegese riservato agli sportivi che si sono distinti in almeno due specialità.